# Simón Pagua
Simón Pagua, vollständiger Name Simón Pagua Martínez (* 18. Dezember 1987 in Tarariras oder Colonia) ist ein uruguayischer Fußballspieler.

## Karriere
Der nach Angaben seines Vereins 1,72 Meter große Stürmer, der in der Jugend für Nacional in Tarariras spielte, begann seine Profi-Laufbahn 2004 bei den Montevideo Wanderers, wo er mindestens seit der Apertura 2005 zum Kader des Erstligisten zählte. Nach jeweils einem Einsatz ohne persönlichen Torerfolg in den Spielzeiten 2004 und 2005 lief er in der Saison 2005/06 in 29 Erstligaspielen auf und schoss vier Tore. In der Folgespielzeit kamen noch weitere 17 Einsätze und ein Tor hinzu. Zur Saison 2007/08 wechselte er zum Zweitligisten Plaza Colonia und schloss sich in der folgenden Spielzeit dessen Ligakonkurrenten Cerrito an. Nachdem er dort nach dem Aufstieg seines Klubs in der Spielzeit 2009/10 noch zu zwei Erstligaeinsätzen gekommen war, führte sein Karriereweg im Februar 2010 dann zu Juventud de Las Piedras, wo er in der Clausura 2010 unter Vertrag stand und ein Zweitligaspiel (kein Tor) absolvierte. Über die im August 2010 beginnende Station Cerro Largo in der Saison 2010/2011 gelangte er nach 20 Zweitligaeinsätzen und drei Toren schließlich im Juni 2011 zu seinem derzeitigen Arbeitgeber CA Cerro, dessen Kader in der Primera División er seither angehört. In seiner ersten Spielzeit kam er dort auf zehn torlose Erstligaeinsätze, während für die Saison 2012/13 zehn bestrittene Partien (ein Tor) für ihn verzeichnet sind. Am 22. Juli 2013 wurde Pagua aufgrund von Problemen mit dem Meniskus des rechten Knies erfolgreich operiert, fiel damit allerdings zunächst für mehrere Wochen aus. Anfang Oktober 2013 schloss er sich dem Zweitligisten Canadian Soccer Club an. Dort lief er in der Saison 2013/14 zwölfmal in der Segunda División auf und schoss zwei Tore. Weitere Kaderzugehörigkeiten oder Einsätze in den darauffolgenden Spielzeiten sind für ihn bislang (Stand: 9. August 2016) nicht verzeichnet.